# Ritorno a casa (film 1980)
Ritorno a casa è un film documentario del 1980 di Nino Jacusso.

## Intervista al regista
Il regista commenta così: «Dopo le esperienze riferite dai miei genitori su oltre un ventennio di vita lavorativa in Svizzera nel film Emigration, questa seconda parte mostra il loro (e il mio) futuro, il villaggio italiano di Acquaviva Collecroce. Fra non molto i miei genitori torneranno definitivamente nel luogo da cui, molti anni or sono, erano partiti pieni di desideri e di speranze».